# Pitura Freska
Pitura Freska je bila petčlanska italijanska reggae glasbena skupina iz Benetk, ustanovljena leta 1989. Njeni člani so bili »Sir« Oliver Skardy (Gaetano Scardicchio, frontman), Francesco Duse, Cristiano Verardo, Marco Forieri in Valerio Silvestri. Ime je popačenka italijanskega izraza pittura fresca (sveža (mokra) barva). 
Med letoma 1989 in 2001 so izdali 10 albumov. Mnogo njihovih pesmi je bilo napisanih v benečanskem jeziku, nekatere pa tudi v italijanščini. Širša javnost jih pozna predvsem po skladbi »Papa nero« (Temnopolti papež), s katero so nastopili na festivalu v San Remu leta 1997. Po albumu Gran Calma so posneli še nekaj manj uspešnih izdaj, nato pa je skupina leta 2002 razpadla.

## Diskografija
- Ossigeno (1989)
- Na Bruta Banda (1991)
- Duri i Banchi (1993)
- Yeah (1995)
- Yeah in DUB (1996) (dub remiks prejšnjega albuma)
- Gran Calma (1997)
- Tutto Olive vol.1 (1999) (v živo)
- Tutto Olive vol.2 (1999) (v živo)
- Piatti Roventi - Pitura Freska Sound System (1999)
- Golden (2001)